# Mikroregion Caxias do Sul

Mikroregion Caxias do Sul

Mikroregion Caxias do Sul – mikroregion w brazylijskim stanie Rio Grande do Sul należący do mezoregionu Nordeste Rio-Grandense. Ma powierzchnię 4.957,6 km²

## Gminy
- Antônio Prado
- Bento Gonçalves
- Boa Vista do Sul
- Carlos Barbosa
- Caxias do Sul
- Coronel Pilar
- Cotiporã
- Fagundes Varela
- Farroupilha
- Flores da Cunha
- Garibaldi
- Monte Belo do Sul
- Nova Pádua
- Nova Roma do Sul
- Santa Tereza
- São Marcos
- Veranópolis
- Vila Flores